# Гаттинара (вино)
Гаттинара (итал. Gattinara) — красное итальянское вино со статусом DOCG, производимое из винограда Неббиоло, выращенного в границах коммуны Гаттинара, которая расположена на холмах на севере провинции Верчелли, в регионе Пьемонт. Вину был присвоен статус DOC в 1967 году, а классификация DOCG — в 1990 году.
Вино производится в основном из сорта винограда Неббиоло, доля которого в сырье должна составлять не менее 90 %, с возможностью добавления до 10 % местного сорта Бонарда ди Гаттинара и не более 4 % винограда сорта Весполина. Вино выдерживается два года в деревянных бочках (или три года — для вина класса Riservа), с последующей двухлетней выдержкой в бутылках. Oxford Companion to Wine утверждает, что вина с холмов Верчелли на западном берегу реки Сезия и холмов Новары способны составить конкуренцию более известным сортам Бароло и Барбареско, и временами в истории Пьемонта им восхищались больше, чем Бароло, за его способность к долгой выдержке.